# Pettend
Pettend is een plaats (község) en gemeente in het Hongaarse comitaat Baranya. Pettend telt 170 inwoners (2001).